# Maksatbek Toktomushev
Maksatbek Toktomushev (9 agosto 1973) è il Gran Mufti del Kirghizistan.

## Biografia
Presa la decisione di dedicarsi alla vita religiosa, Toktomushev si è recato nel 1996 in Pakistan, dove ha studiato a Lahore alla madrasa Arabia Raiwind, conseguendo nel 2005 la laurea in Legislazione islamica.  Tornato in patria, nel 2005 è diventato insegnante alla madrasa Abdulla ibn Masud a Bishkek. Fra il 2008 e il 2010 è stato anche imam in una moschea di Bishkek. Nel 2013 è diventato qadi a Bishkek. Nel 2014 è stato nominato Gran Mufti del Kirghizistan.